# Porchaire
Cet article possède un paronyme, voir Porchères.
Porchaire ou Porcarie (mort vers 600) est un abbé de l'église Saint-Hilaire le Grand de Poitiers contemporain de Radegonde et de Grégoire de Tours, vénéré comme saint par l'Église catholique.

## Biographie
On ne sait presque rien sur lui, son origine, ou sa vie, si ce n'est qu'il est abbé de la basilique Saint-Hilaire au moins à partir de 589. La source biographique principale est l'Histoire des Francs de Grégoire de Tours, qui le mentionne dans l'épisode de la révolte des nonnes de l'abbaye Sainte-Croix de Poitiers. En 589, menées par Basine et Chrodielde, les nonnes s’insurgent contre leur abbesse, Leubovère. Elles fuient le monastère pour trouver refuge chez l’évêque Grégoire de Tours, puis auprès de Porchaire dans la basilique de Saint-Hilaire. Porchaire fait d'abord office de médiateur pour résoudre le conflit, mais sans succès. Des hommes de mains, recrutés par les religieuses, chassent les évêques venus leur faire entendre raison, après quoi elles font même envahir le monastère et enlever l'abbesse. Le roi Childebert II, roi d’Austrasie, ordonne alors à un de ses comtes, Maccon, de mettre un terme à cette révolte. Les nonnes sont finalement jugées et réintègrent leur monastère.
Mort vers 500 avec une réputation de bonté et de sainteté, son corps est placé dans l'église Saint-Sauveur, proche de l'enclos où il s'était retiré. À la fin du IXe siècle, Thibaut, trésorier de Saint-Hilaire-le-Grand, édifie un sanctuaire à proximité du palais, sur une voie de communication majeure : l'église Saint-Porchaire. Les reliques du saint y sont transférées et font l'objet d'une dévotion, d'abord dans la crypte puis en 1951 au centre du chœur.
Vénéré principalement à Poitiers, son culte a légèrement essaimé dans la région. Il a ainsi donné son nom à la commune de Saint-Porchaire en Charente-Maritime et à l'ancienne commune de Saint-Porchaire en Deux-Sèvres aujourd'hui intégrée à celle de Bressuire.